# Dādū Kolā
Dādū Kolā (persiska: داوود كُلا, دادو كلا, دادو كولا, دادو كَلا, Dāvūd Kolā) är en ort i Iran.   Den ligger i provinsen Mazandaran, i den norra delen av landet, 170 km öster om huvudstaden Teheran. Dādū Kolā ligger 1 261 meter över havet och antalet invånare är 208.
Terrängen runt Dādū Kolā är huvudsakligen kuperad, men åt nordost är den bergig. Terrängen runt Dādū Kolā sluttar norrut.Runt Dādū Kolā är det ganska tätbefolkat, med 96 invånare per kvadratkilometer. Närmaste större samhälle är Pol-e Sefīd, 12,9 km väster om Dādū Kolā. I omgivningarna runt Dādū Kolā växer i huvudsak blandskog.